# Día de Potsdam

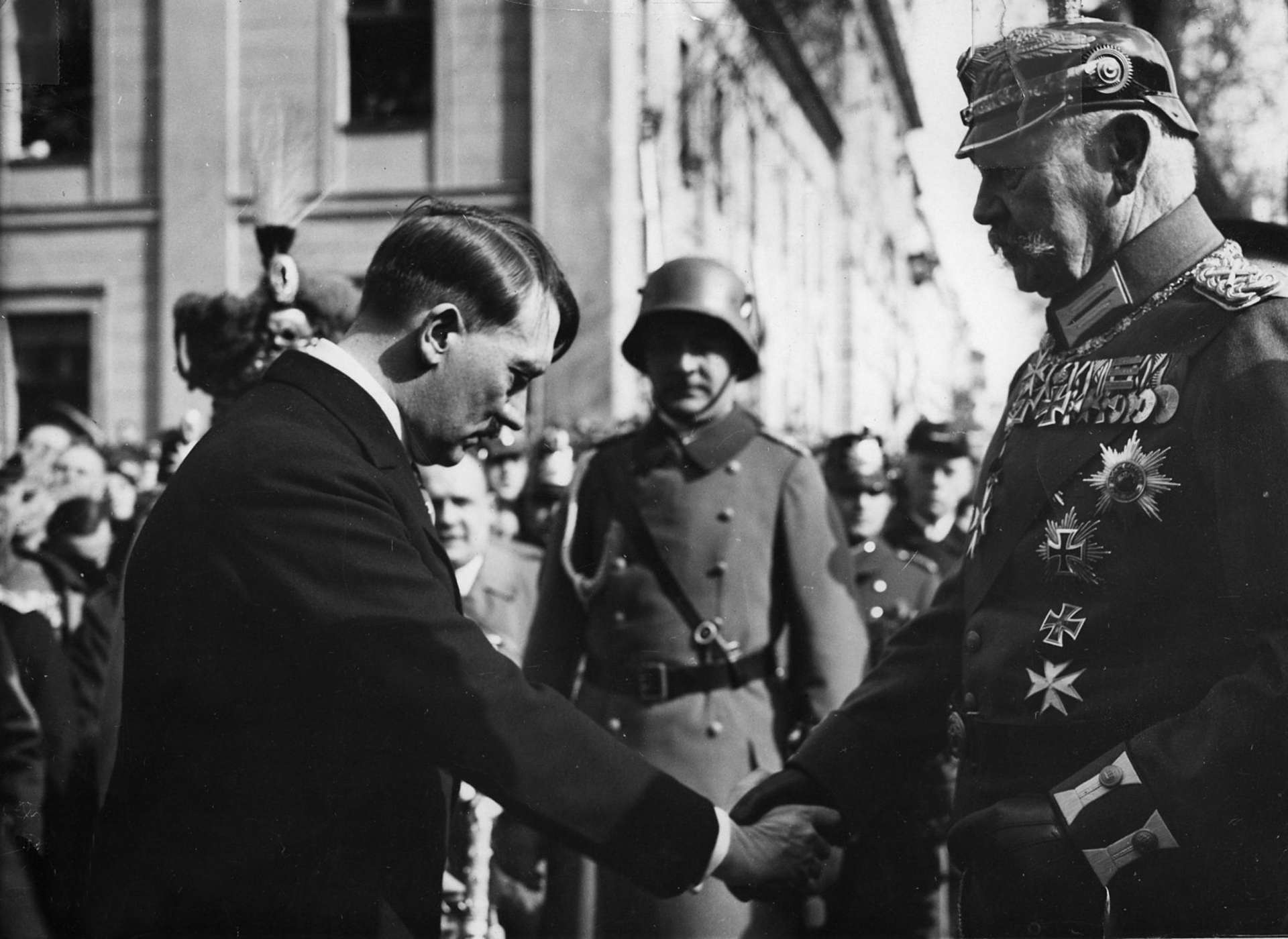
El canciller Adolf Hitler y el presidente Paul von Hindenburg en el Día de Potsdam.

El Día de Potsdam, también conocido como Tag von Potsdam o Celebración de Potsdam, fue una ceremonia realizada el 21 de marzo de 1933 durante la apertura del nuevo Reichstag después de las elecciones federales de Alemania de marzo de 1933, llevadas a cabo tras el incendio del Reichstag. 
Adolf Hitler y Joseph Goebbels eligieron a Potsdam por haber sido el centro del antiguo Reino de Prusia de Federico II el Grande, así como del Segundo Reich de Otto von Bismarck. Se eligió esta fecha porque el 21 de marzo de 1871 abrió el primer Reichstag de la Alemania Imperial.
Entre los asistentes estaban el príncipe heredero Wilhelm, invitado de honor y representante de la dinastía Hohenzollern, y sus tres hermanos sobrevivientes, el príncipe Eitel Friedrich y el príncipe Oskar, ambos miembros de los Cascos de Acero, y el príncipe August Wilhelm, un Oberführer en las SA. El príncipe Adalberto fue el único hermano que no asistió a la ceremonia.
Transmitidas en su totalidad por radio, las festividades comenzaron con servicios religiosos luteranos y católicos. Los miembros protestantes del Reichstag, incluido el presidente Hermann Göring, celebraron servicios en la Iglesia de San Nicolás, presididos por Otto Dibelius. Los católicos celebraron servicios en la Iglesia de Pedro y Pablo. Ni Hitler ni Goebbels asistieron a estos servicios religiosos, pero asistieron a una ceremonia estatal posterior en la Iglesia de la Guarnición. El presidente del Reich (Reichspräsident), Paul von Hindenburg, y el nuevo canciller del Reich (Reichskanzler), Adolf Hitler, dieron sendos discursos que fueron seguidos un solemne apretón de manos que simbolizaba el «matrimonio de la antigua grandeza y el nuevo poder». Hindenburg depositó una corona de flores en la tumba de Federico II el Grande. Posteriormente, se realizaron desfiles de las Reichswehr, las SA, las SS, los Cascos de Acero y otros. Finalmente, los diputados convocaron el nuevo Reichstag en la Ópera Kroll, ya que el edificio del Reichstag quedó inutilizable por el incendio.
Esa noche las celebraciones terminaron con un desfile de antorchas y la interpretación de Los maestros cantores de Núremberg, de Richard Wagner, en la Ópera Estatal de Berlín con la asistencia de Hitler.
Un año después, se acuñaron monedas de dos y cinco marcos del Reich que mostraban la iglesia y la fecha "21 de marzo de 1933». No son raros, aunque también se emitieron cantidades de ambas hasta 1934-5 sin la fecha conmemorativa.